# Laissaud
Laissaud è un comune francese di 622 abitanti situato nel dipartimento della Savoia della regione dell'Alvernia-Rodano-Alpi. Il suo territorio è attraversato dal fiume Breda.

## Società

### Evoluzione demografica
Abitanti censiti